# Doyline
Doyline é uma vila localizada no estado americano de Luisiana, na Paróquia de Webster.

## Demografia
Segundo o censo americano de 2000, a sua população era de 841 habitantes.
Em 2006, foi estimada uma população de 831, um decréscimo de 10 (-1.2%).

## Geografia
De acordo com o United States Census Bureau tem uma área de
8,6 km², dos quais 8,6 km² cobertos por terra e 0,0 km² cobertos por água. Doyline localiza-se a aproximadamente 69 m acima do nível do mar.

## Localidades na vizinhança
O diagrama seguinte representa as localidades num raio de 16 km ao redor de Doyline.